# Prophets of Rage
Prophets of Rage — американський реп-рок супергурт, заснований у 2016 році. Назва гурту походить від пісні Public Enemy «Prophets of Rage» з альбому 1988 року «It Takes a Nation of Millions to Hold Us Back».

## Історія
Prophets of Rage з'явилися у 2016 році як проєкт музикантів Rage Against the Machine і Audioslave (Тім Комерфорд, Том Морелло і Бред Вілк), Public Enemy (DJ Lord і Chuck D), і B-Real з Cypress Hill.
Перша робота гурту, EP «Party's Over» вийшов 19 серпня 2016 року. Поряд з авторськими піснями, EP містить живі кавер-версії пісень «Killing in the Name» Rage Against the Machine, «Shut 'Em Down» Public Enemy та «No Sleep 'til Cleveland», перероблену версію пісні «No Sleep 'til Brooklyn» Beastie Boys.
15 вересня 2017 року на Fantasy Records вийшов дебютний альбом гурту «Prophets of Rage».

## Склад
- B-Real — вокал
- Chuck D — вокал
- Том Морелло — гітара
- Тім Коммерфорд — бас, бек-вокал
- DJ Lord — DJ, бек-вокал
- Бред Вілк — ударні

## Дискографія
- 2016 — «The Party's Over» (EP)
- 2017 — «Prophets of Rage»
- 2018 — «Heart Afire» (сингл)
- 2018 — «Made with Hate» (сингл)
- 2019 — «Pop Goes the Weapon» (сингл)[2]